# Solariella periscopia
Solariella periscopia är en snäckart som beskrevs av Dall 1927. Solariella periscopia ingår i släktet Solariella och familjen pärlemorsnäckor. Inga underarter finns listade i Catalogue of Life.